# (46641) 1995 EY
(46641) 1995 EY là một tiểu hành tinh vành đai chính. Nó được phát hiện bởi Seiji Ueda và Hiroshi Kaneda ở Kushiro, Hokkaidō, Nhật Bản, ngày 5 tháng 3 năm 1995.